# Фро (фільм)
«Фро» (рос. «Фро») — російський радянський короткометражний художній фільм режисера Резо Есадзе, знятий за мотивами однойменного оповідання Андрія Платонова на кіностудії «Ленфільм» у 1964 року.

## Зміст
Дія відбувається у 30-ті роки 20 століття в СРСР. Молода країна починає своє становлення промислової наддержави, у відповідності з планами керівництва. Прості громадяни сповнені рішучості побудувати комунізм і трудяться з гордістю за свою країну. У центрі сюжету жінка на ім’я Фрося і її чоловік, який їде на одне з віддалених будівництв. Фрося важко переживає розлуку, але її коханий зрештою переконує її, що трудитися на благо багатьох — це і є справжнє щастя.

## Ролі
- Олександра Зав'ялова — Єфросинія (Фро)
- Микола Трофимов — Нефед Степанович Ефстафьев, батько Фросі
- Геннадій Юхтін — Федір Сурков, мужчина Фросі
- Аліса Фрейндліх — Наташа Букова, дружина сторожа
- Всеволод Кузнєцов — Піскунов, начальник депо
- Микола Корн —  вчитель
- Олег Хроменков — Балабуєв

В епізодах:
- Анатолій Столбов — залізничник
- Аркадій Трусов — учень на курсах
- Олександр Суснін — танцюрист
- Володимир Курков — маневровий диспетчер
- Віра Ліпсток — телеграфістка
- Володимир Ліппарт — двірник
- Олександр Афанасьєв — епізод
- Микола Мельников — епізод
- Микола Чапайкин — епізод
- Є. Бертогаев — епізод
- Ю. Н. Скляров — епізод

## Знімальна група
- Автор сценарію: Фелікс Миронер
- Режисер-постановник: Резо Есадзе
- Оператори-постановники: Костянтин Соболь, Валерій Федосов
- Композитор: Ісаак Шварц
- Художник-постановник: Василь Зачиняєв
- Звукооператор: В. Яковлєв
- Оркестр Ленінградської державної філармонії
- Диригент: Л. Корхін
- Художник-декоратор: В. Юркевич
- Художники по костюмах: В. Рахматулина, Е. Яковлєва
- Художник-гример: С. Смирнова
- Монтажер: Е. Шкультина
- Редактор: А. Михайлова
- Асистенти режисера: А. Сергєєва, В. Журавльова
- Асистент оператора: І. Мирний
- Директор: П. Краснов

## Додаткові факти
Фільм знімався в станиці Старомінська Краснодарського краю.